# Браши
Браши (фр. Brachy) насеље је и општина у северној Француској у региону Горња Нормандија, у департману Приморска Сена која припада префектури Дјеп.
По подацима из 2011. године у општини је живело 745 становника, а густина насељености је износила 66,82 становника/km². Општина се простире на површини од 11,15 km². Налази се на средњој надморској висини од 35 метара (максималној 103 m, а минималној 24 m).

## Демографија
| 1962. | 1968. | 1975. | 1982. | 1990. | 1999. | 2011. |
| ----- | ----- | ----- | ----- | ----- | ----- | ----- |
| 504   | 515   | 567   | 669   | 661   | 683   | 745   |

График промене броја становника у току последњих година